# Duivenmolen

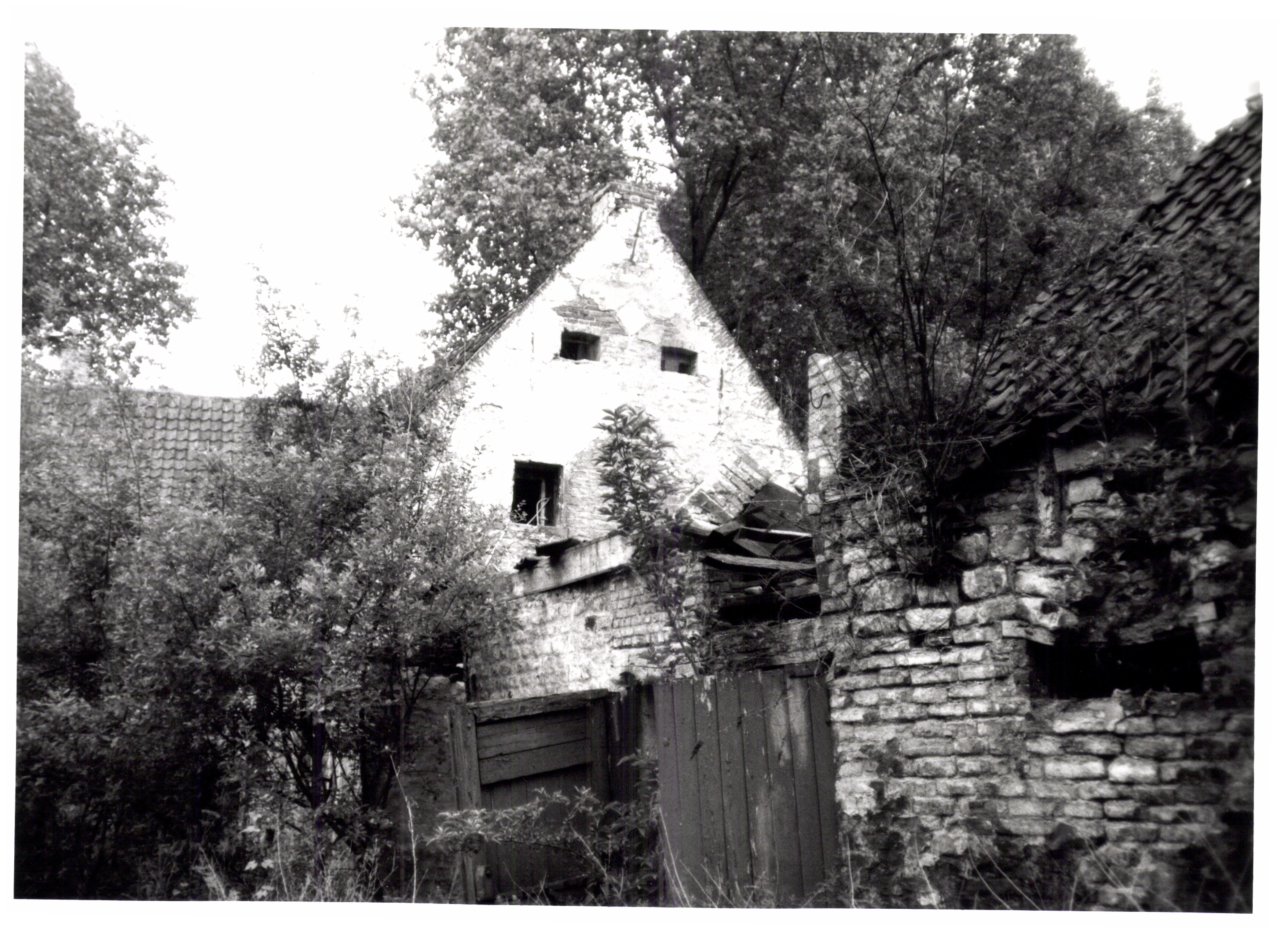
Hoeve van Nijpezeel met Duivenmolen in verval

De Duivenmolen is een watermolen in de tot de Vlaams-Brabantse gemeente Machelen behorende plaats Diegem, gelegen aan de Sint-Katarinastraat 56.
Deze onderslagmolen op de Woluwe fungeerde als korenmolen en oliemolen.

## Geschiedenis
Al in 1360 stond hier een watermolen. De molen behoorde bij de heerlijkheid Wesenbeek en was afhankelijk van de Abdij van Kornelimünster. In de 16e en 17e eeuw heeft de molen nog een tijd als buskruitmolen gefungeerd. Vanaf 1919 was het uitsluitend een korenmolen.
In 1940 werd het houten onderslagrad vervangen door een metalen rad. In 1957 werd vrijwel de hele omgeving onteigend vanwege de uitbreiding van het Vliegveld Zaventem. Ook het molenbedrijf stopte toen. In 1973 werd ook het landbouwbedrijf gestopt.
In 1976 werd de molen beschermd maar de omgeving verrommelde door een ringweg met een groot verkeersknooppunt en bedrijfsgebouwen. De molengebouwen zelf raakten eveneens in verval.